# Фор ди План
Фор ди План (фр. Fort-du-Plasne) насеље је и општина у источној Француској у региону Франш-Конте, у департману Јура која припада префектури Сен Клод.
По подацима из 2011. године у општини је живело 429 становника, а густина насељености је износила 33,2 становника/km². Општина се простире на површини од 12,92 km². Налази се на средњој надморској висини од 876 метара (максималној 970 m, а минималној 730 m).

## Демографија
| 1962. | 1968. | 1975. | 1982. | 1990. | 1999. | 2011. |
| ----- | ----- | ----- | ----- | ----- | ----- | ----- |
| 292   | 302   | 308   | 264   | 314   | 397   | 429   |

График промене броја становника у току последњих година